# Accident d'un B-52 à Savage Mountain
L'accident d'un B-52 à Savage Mountain est un accident nucléaire sur le sol américain dans lequel le stabilisateur vertical d'un bombardier B-52D se rompt à cause des turbulences d'une tempête hivernale.  Les deux bombes nucléaires transportées sont retrouvées « relativement intactes au milieu de l'épave » et sécurisées par le 28th Ordnance Detachment de Fort Meade puis déplacées deux jours plus tard à l'aéroport de Cumberland.

## Description de l'accident

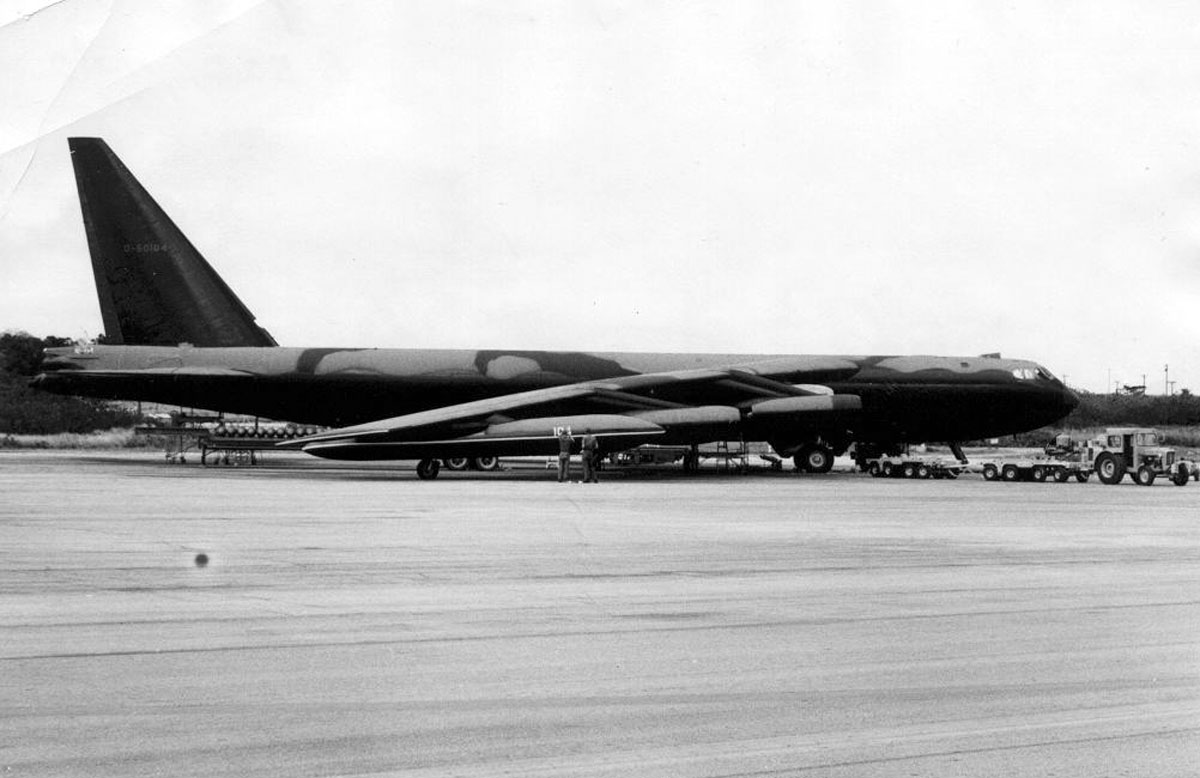
Un B-52 du 484th Bomb Wing en 1966.

Le B-52D se dirige vers la Géorgie en provenance du Massachusetts à la suite d'une alerte Chrome Dome en Europe. Près de Meyersdale, en Pennsylvanie, sur une trajectoire à l'est de Salisbury mais, après des changements d'altitude destinés à éviter de sévères turbulences,, le stabilisateur vertical se brise. L'avion étant incontrôlable, le pilote ordonne à l'équipage de s'éjecter avant que l'avion ne s'écrase. L'épave de ce dernier est retrouvée sur les terres de la ferme Stonewall Green. Aujourd'hui, le lieu de l'accident se trouve dans une prairie privée d'Elbow Mountain dans la Savage River State Forest, le long du sentier public de Savage Mountain.

## Équipage
Seul membre d'équipage à ne pas s'être éjecté, le bombardier radar décède dans l'accident et n'est localisé que plus de 24 heures après. 
Le navigateur et le mitrailleur de queue meurent d'hypothermie dans la neige. Le corps gelé du navigateur est retrouvé deux jours après l'accident, à 10 km du crash et à 5 km de son parachute orange, localisé dans un arbre près de Poplar Lick Run, d'où le navigateur avait chuté de plus de 9 m, se blessant en heurtant les branches pendant sa chute, tandis que sa tente de survie et d'autres équipements restent coincés dans l'arbre. Il erre alors « en zigzaguant » à la recherche d'un abri, mais finit par dévaler une pente menant à la berge d'un bassin fluvial. Après avoir atterri dans le « Dye Factory field », le mitrailleur de queue marche dans l'obscurité avec une jambe cassée et d'autres blessures sur 90 mètres, jusqu'à la berge de la rivière Casselman. Son corps, dont les jambes étaient gelées, sera retrouvé cinq jours plus tard, à 700 mètres d'un réverbère de Salisbury. 
Le pilote, qui a sauté en parachute, atterrit sur la crête de Meadow Mountain, dans le Maryland, près de la ligne Mason-Dixon. Après avoir été conduit à l'auberge Tomlinson sur la route nationale à Grantsville, c'est lui qui informe l'US Air Force de l'accident. 
Le copilote, qui s'est également éjecté du B-52 endommagé, atterrit près de New Germany Road et reste où il a touché terre, « bien au chaud », jusqu'à l'arrivée des secours. 